# Peter H. Gogolin
Peter Hermann Edmund Gogolin, Pseudonym A. Esch (* 3. Januar 1950 in Holstendorf, Schleswig-Holstein) ist ein deutscher Schriftsteller.

## Leben
Peter H. E. Gogolin lebte seit 1978 als freier Schriftsteller in Hamburg. 1994 gründete er ein Literaturbüro, das u. a. Autoren ausbildet und coacht sowie Schreibkurse für angehende Schriftsteller anbietet. Gogolin lebt heute in Wiesbaden. Er ist Mitglied im PEN-Zentrum Deutschland
Peter H. E. Gogolin ist Verfasser von Romanen, Erzählungen, Essays, Gedichten, Theaterstücken und Drehbüchern.

## Preise und Auszeichnungen
Peter H. E. Gogolin erhielt u. a. 1982 den Literaturförderpreis der Stadt Hamburg, 1982, 1983 und 1995 ein Stipendium des Deutschen Literaturfonds in Darmstadt, 1989 ein Stipendium der Villa Massimo, 1990 ein Stipendium des Künstlerdorfes Schöppingen und ein weiteres des Künstlerhofes Schreyahn, 1992 das Amt des Esslinger Stadtschreibers sowie 2005 den Wolfgang-A.-Windecker-Lyrikpreis. Die Inszenierung seines Stückes „Das Geheimnis des Alten Waldes“ durch das Puppen-Theater der Stadt Halle/Saale erhielt 2005 den Marburger Kinder- und Jugendtheaterpreis.

## Werke
- Seelenlähmung, Kiepenheuer und Witsch 1981
- Kinder der Bosheit, Kiepenheuer und Witsch 1986
- Argonauten, Berlin 1990 (zusammen mit Camill Leberer)
- Das Geheimnis des Alten Waldes, Theaterstückverlag München 1994
- Eistage, Theaterstückverlag München 1996
- Ich, nichts, vorbei, Ed. Art Management Hamburg 1999
- Schnee auf neuen Gipfeln, Ed. Art Management Hamburg 2003
- Fast schwebend, Ed. Art Management Hamburg 2010 (zusammen mit Dieter Gogolin)
- Calvinos Hotel, Kulturmaschinen Berlin 2011
- Seelenlähmung, überarb. Neufassung, Kulturmaschinen Berlin 2012
- Das Herz des Hais, Kulturmaschinen Berlin 2012
- Kinder der Bosheit, überarb. Neufassung, Kulturmaschinen Ochsenfurt 2015
- Das Gewicht der Zeit oder Der lange Weg einer Romantrilogie, Kulturmaschinen Ochsenfurt 2015
- Der Mann, der den Regen fotografierte, Axel Dielmann Verlag Frankfurt 2017
- Calvinos Hotel, überarb. Neufassung, Kulturmaschinen Ochsenfurt 2019
- Isoldes Liebhaber, Kulturmaschinen Ochsenfurt 2020
- Nichts weißt du, mein Bruder, von der Nacht, Kulturmaschinen Hamburg 2021
- PaarTherapie, Literatur-Quickie Hamburg 2021
- Der unsichtbare Hund, Kulturmaschinen Hamburg 2021 (zusammen mit Kornelius Wilkens, Illustrationen)
- Kein Jahr der Liebe – Notizen aus der Villa Massimo, Kulturmaschinen Hamburg 2021
- Die Bilder des John D., Edition Maya Bingen 2022